# جان وسلی پاول
جان وسلی پاول (انگلیسی: John Wesley Powell; ۲۴ مارس ۱۸۳۴ – ۲۳ سپتامبر ۱۹۰۲) سرباز، زمین‌شناس، کاوشگر غرب ایالات متحده آمریکا، استاد دانشگاه وسلی ایلینویز و مدیر بسیاری از موسسات فرهنگی و علمی آمریکا بود. وی به دلیل برنامه اکتشاف جغرافیایی پاول ۱۸۶۹ مشهور است که سفری سه‌ماهه در پایین‌دست رودهای گرین و کلرادو بود و نخستین عبور رسمی پشتیبانی‌شده توسط دولت ایالات متحده آمریکا از گرند کنیون به‌شمار می‌رود.
پاول دومین مدیر سازمان زمین‌شناسی آمریکا (۱۸۸۱ تا ۱۸۹۴) بود و برنامه توسعه مناطق خشک غرب آمریکا که نتیجه ارزیابی‌های دقیق وی از شرایط آن مناطق بود را پیشنهاد کرد. وی در طول ریاست سازمان زمین‌شناسی ایالات متحده، نخستین مدیر دفتر قوم‌شناسی مؤسسه اسمیتسونین نیز بود و از فعالیت‌های پژوهشی و تألیفات زبان‌شناسی و جامعه‌شناسی پشتیبانی می‌کرد.